# New York Film Critics Circle Award al miglior film in lingua straniera
Il New York Film Critics Circle Award al miglior film in lingua straniera (New York Film Critics Circle Award for Best Foreign Language Film) è un premio assegnato annualmente dal 1936 dai membri del New York Film Critics Circle alla migliore pellicola cinematografica in lingua straniera distribuita negli Stati Uniti nel corso dell'anno.

## Albo d'oro

### Anni 1930
- 1936: La kermesse eroica (La Kermesse héroïque), regia di Jacques Feyder • Francia
- 1937: Mayerling, regia di Anatole Litvak • Francia
- 1938: La grande illusione (La Grande Illusion), regia di Jean Renoir • Francia
- 1939: La vita trionfa (Regain), regia di Marcel Pagnol • Francia

### Anni 1940
- 1940: La moglie del fornaio (La Femme du boulanger), regia di Marcel Pagnol • Francia
- 1946: Roma città aperta, regia di Roberto Rossellini • Italia
- 1947: Vivere in pace, regia di Luigi Zampa • Italia
- 1948: Paisà, regia di Roberto Rossellini • Italia
- 1949: Ladri di biciclette, regia di Vittorio De Sica • Italia

### Anni 1950
- 1950: L'amore, regia di Roberto Rossellini • Italia
- 1951: Miracolo a Milano, regia di Vittorio De Sica  • Italia
- 1952: Giochi proibiti (Jeux interdits), regia di René Clément • Francia
- 1953: Giustizia è fatta (Justice est faite), regia di André Cayatte • Francia
- 1954: La porta dell'inferno (Jigoku-mon), regia di Teinosuke Kinugasa • Giappone
- 1955:
  - I diabolici (Les Diaboliques), regia di Henri-Georges Clouzot • Francia
  - Umberto D., regia di Vittorio De Sica • Italia
- 1956: La strada, regia di Federico Fellini • Italia
- 1957: Gervaise, regia di René Clément • Francia
- 1958: Mio zio (Mon oncle), regia di Jacques Tati • Francia
- 1959: I 400 colpi (Les Quatre Cents Coups), regia di François Truffaut • Francia

### Anni 1960
- 1960: Hiroshima mon amour, regia di Alain Resnais • Francia
- 1961: La dolce vita, regia di Federico Fellini • Italia
- 1962: cerimonia annullata
- 1963: 8½, regia di Federico Fellini • Italia
- 1964: L'uomo di Rio (L'Homme de Rio), regia di Philippe de Broca • Francia
- 1965: Giulietta degli spiriti, regia di Federico Fellini • Italia
- 1966: Il negozio al corso (Obchod na korze), regia di Ján Kadár ed Elmar Klos • Cecoslovacchia
- 1967: La guerra è finita (La Guerre est finie), regia di Alain Resnais • Francia
- 1968: Guerra e pace (Vojna i mir), regia di Sergej Bondarčuk • Unione Sovietica

### Anni 1970
- 1978: Pane e cioccolata, regia di Franco Brusati • Italia
- 1979: L'albero degli zoccoli, regia di Ermanno Olmi • Italia

### Anni 1980
- 1980: Mio zio d'America (Mon oncle d'Amérique), regia di Alain Resnais • Francia
- 1981: Pixote - La legge del più debole (Pixote: a Lei do Mais Fraco), regia di Héctor Babenco • Brazile
- 1982: Megáll az idö, regia di Péter Gothár • Ungheria
- 1983: Fanny e Alexander (Fanny och Alexander), regia di Ingmar Bergman • Svezia
- 1984: Una domenica in campagna (Un dimanche à la campagne), regia di Bertrand Tavernier • Francia
- 1985: Ran, regia di Akira Kurosawa • Giappone
- 1986: Il declino dell'impero americano (Le Déclin de l'empire américain), regia di Denys Arcand
- 1987: La mia vita a quattro zampe (Mitt liv som hund), regia di Lasse Hallström • Svezia
- 1988: Donne sull'orlo di una crisi di nervi (Mujeres al borde de un ataque de nervios), regia di Pedro Almodóvar • Spagna
- 1989: Un affare di donne (Une affaire de femmes), regia di Claude Chabrol • Francia

### Anni 1990
- 1990: La ragazza terribile (Das schreckliche Mädchen), regia di Michael Verhoeven • Germania dell'Ovest
- 1991: Europa Europa, regia di Agnieszka Holland • Germania
- 1992: Lanterne rosse (Dàhóng dēnglóng gāo gāo guà), regia di Zhang Yimou • Cina
- 1993: Addio mia concubina (Bàwáng bié jī), regia di Chen Kaige • Cina
- 1994: Tre colori - Film rosso (Trois couleurs: Rouge), regia di Krzysztof Kieślowski • Francia
- 1995: L'età acerba (Les Roseaux sauvages), regia di André Téchiné • Francia
- 1996: Il palloncino bianco (Bādkonak-e safēd), regia di Jafar Panahi • Iran
- 1997: Ponette, regia di Jacques Doillon • Francia
- 1998: Festen - Festa in famiglia (Festen), regia di Thomas Vinterberg • Danimarca
- 1999: Tutto su mia madre (Todo sobre mi madre), regia di Pedro Almodóvar • Spagna

### Anni 2000
- 2000: Yi Yi - e uno... e due... (Yī Yī), regia di Edward Yang • Taiwan
- 2001: In the Mood for Love (Huāyàng niánhuá), regia di Wong Kar-wai • Hong Kong
- 2002: Y tu mamá también - Anche tua madre (Y tu mamá también), regia di Alfonso Cuarón • Messico
- 2003: City of God (Cidade de Deus), regia di Fernando Meirelles e Katia Lund • Brazile
- 2004: La mala educación, regia di Pedro Almodóvar • Spagna
- 2005: 2046, regia di Wong Kar-wai • Hong Kong
- 2006: L'armata degli eroi (L'Armée des ombres), regia di Jean-Pierre Melville • Francia
- 2007: Le vite degli altri (Das Leben der Anderen), regia di Florian Henckel von Donnersmarck • Germania
- 2008: 4 mesi, 3 settimane, 2 giorni (4 luni, 3 săptămâni și 2 zile), regia di Cristian Mungiu • Romania
- 2009: Ore d'estate (L'Heure d'été), regia di Olivier Assayas • Francia

### Anni 2010
- 2010: Carlos, regia di Olivier Assayas • Francia
- 2011: Una separazione (Jodāyi-e Nāder az Simin), regia di Asghar Farhadi • Iran
- 2012: Amour, regia di Michael Haneke • Austria
- 2013: La vita di Adele - Capitoli 1 & 2 (La Vie d'Adèle - Chapitres 1 & 2), regia di Abdellatif Kechiche • Francia
- 2014: Ida, regia di Paweł Pawlikowski • Polonia
- 2015: Timbuktu, regia di Abderrahmane Sissako • Mauritania
- 2016: Vi presento Toni Erdmann (Toni Erdmann), regia di Maren Ade • Germania
- 2017: 120 battiti al minuto (120 battements par minute), regia di Robin Campillo • Francia
- 2018: Cold War (Zimna wojna), regia di Paweł Pawlikowski • Polonia
- 2019: Parasite (Ginsaengchung), regia di Bong Joon-ho • Corea del Sud

### Anni 2020
- 2020: Bacurau, regia di Kleber Mendonça Filho e Juliano Dornelles • Brasile
- 2021: La persona peggiore del mondo (Verdens verste menneske), regia di Joachim Trier[2] • Norvegia
- 2022: EO, regia di Jerzy Skolimowski[3] • Polonia, Italia
- 2023: Anatomia di una caduta (Anatomie d'une chute), regia di Justine Triet • Francia[4]
- 2024: All We Imagine As Light - Amore a Mumbai (All We Imagine as Light), regia di Payal Kapadiya • India [5]